# Кведа-Даґва
Кведа-Даґва (груз. ქვედა დაგვა) — село в Грузії.
За даними перепису населення 2014 року в селі проживає 545 осіб.